# Carlos Sainz: Campeonato del Mundo de Rallies
Carlos Sainz: Campeonato del Mundo de Rallies es un videojuego de carreras desarrollado conjuntamente por las empresas españolas Zigurat Software (anteriormente conocido como Made in Spain) y Arcadia Software, y publicado por Zigurat para Amstrad CPC, MS-DOS, MSX y ZX Spectrum. Con el piloto de rallies español Carlos Sainz y el tema de los rallies, el juego enfrenta a los jugadores con carreras en varios lugares para calificar para el próximo curso en el World Rally Championship y modificar  características del Toyota Celica para adaptarse a cada curso.
Carlos Sainz: Campeonato del Mundo de Rallies fue creado junto con Sito Pons 500cc Grand Prix por la mayor parte del mismo equipo en Zigurat que trabajó en títulos deportivos con licencia como Paris-Dakar (1988) y Emilio Sanchez Vicario Grand Slam con el co-desarrollador Arcadia, sirviendo como su lanzamiento final antes de abandonar la industria de los videojuegos. El juego se originó durante una reunión entre Zigurat y Arcadia para discutir proyectos futuros, donde se presentaron varias ideas. La idea de crear un simulador preciso de rally surgió porque los deportes de motor eran un pasatiempo entre el personal de Zigurat, y los programadores encontraron el rally como una disciplina espectacular y adecuada debido a las posibilidades gráficas y dinámicas. Zigurat contrató a Sainz, que en ese momento aún no se había convertido en campeón mundial, y el desarrollo del proyecto comenzó después. Se planearon conversiones para Amiga y Atari ST, pero nunca se lanzaron.
Carlos Sainz: Campeonato del Mundo de Rallies demostró ser un éxito para Zigurat y obtuvo una recepción positiva de los críticos en todas las plataformas desde su lanzamiento; Se elogió la jugabilidad adictiva, la sensación de velocidad, los controles y el sonido, pero otros críticos se sintieron mezclados con respecto a los gráficos y la dificultad, mientras que se criticó la complejidad técnica limitada. Después de su lanzamiento, Zigurat fue contactado por Gaelco para trabajar en un juego de arcade basado en el Campeonato Mundial de Rally con Sainz antes de que cambiara de equipo de Toyota a Lancia cerca del final de desarrollo, siendo finalmente reelaborado y lanzado como World Rally (1993).

## Jugabilidad
Carlos Sainz: Campeonato del Mundo de Rallies es un juego de carreras de rally que recuerda a Paris-Dakar (1988), donde los jugadores observan desde arriba y corren como el piloto de rally español Carlos Sainz conduciendo el Toyota Celica Turbo 4WD a través de lugares que conforman el World Rally Championship como Portugal, Acrópolis, 1000 Lagos, San Remo, Cataluña y RAC participando en carreras de dos vueltas cada vez más difíciles para obtener el mejor registro de tiempo posible y clasificarse para el próximo curso para ganar el campeonato. El juego emplea una perspectiva isométrica como Sito Pons 500cc Grand Prix para retratar un punto de vista al estilo de una transmisión televisiva.
Cada ubicación, compuesta de seis pistas cada una, tiene sus propias condiciones climáticas y peligros que cambian la forma en que se controla el vehículo a través de la pista. A diferencia de otros simuladores de carreras lanzados en ese momento, no hay oponentes controlados por IA que participen durante las carreras en la pantalla, pero sus mejores tiempos se muestran cuando finaliza la carrera. Los jugadores tienen la opción de modificar las características del auto para adaptarse mejor a cada recorrido y también está disponible una opción de entrenamiento antes de comenzar una carrera. Los jugadores también pueden reanudar su progreso a través de contraseña.

## Desarrollo
Carlos Sainz: Campeonato del Mundo de Rallies fue creado junto con Sito Pons 500cc Grand Prix por Zigurat Software (anteriormente Made in Spain), cuyo personal trabajó en títulos deportivos licenciados como Paris-Dakar (1988) y Emilio Sanchez Vicario Grand Slam (con el extenista español Emilio Sánchez)  y co-desarrollador Arcadia Software. Fernando Rada y Jorge Granados de Zigurat actuaron como coproductores. José Miguel Saiz, Manuel Rosas y José Antonio Carrera Merino de Arcadia actuaron como coprogramadores y artistas respectivamente. El equipo relató el proceso de desarrollo del proyecto a través de entrevistas.
Carlos Sainz: Campeonato del Mundo de Rallies se originó durante una reunión entre Zigurat y Arcadia para discutir proyectos futuros, donde se lanzaron varias ideas, como un juego de golf y un juego de autos. La idea de crear un simulador preciso de rally se debe a que deportes de motor era un pasatiempo entre el personal de Zigurat y los programadores encontraron que el rally era una disciplina espectacular y apropiada debido a las posibilidades gráficas y dinámicas. Zigurat contrató al piloto de rally español Carlos Sainz, que aún no se había convertido en campeón mundial en ese momento, y el proyecto comenzó a desarrollarse después. Al estar ocupado con el desarrollo de Sito Pons 500cc, Zigurat cedió la licencia a Arcadia, supervisando la producción y actuando como asesores. Según Miguel Saiz, Arcadia recibió el apoyo de Sainz y su equipo al principio de la producción, así como el asesoramiento del copiloto de Sainz Luis Moya a través de Zigurat para crear diferentes efectos de terreno. Sainz también asesoró al equipo de Zigurat y colaboró con el desarrollo, diseñando el vehículo y los recorridos.
Carlos Sainz comparte la misma perspectiva isométrica que Sito Pons, lo que permite al equipo simular adecuadamente el movimiento del automóvil, además de facilitar la composición de las curvas y brindar una mayor sensación de velocidad a diferencia de varias simulaciones de carreras títulos que hacían uso de diferentes perspectivas. Sin embargo, Antonio Carrera Merino afirmó que los gráficos resultaron lentos y difíciles debido a que el vehículo tenía un movimiento de 360 grados, requirió ayuda para crear los gráficos y optó por la digitalización. Saiz también afirmó que trabajar con efectos de terreno como derrapes y saltos resultó complicado, mientras que diseñar cursos también fue un tema complejo debido a las limitaciones de memoria y la cantidad de mapas necesarios para implementar. Saiz afirmó que el juego hizo uso de variables para hacer que la conducción fuera lo más realista posible, con Zigurat proporcionando documentación del comportamiento del automóvil a Arcadia para programar la física de conducción. Saiz también afirmó que el título usaba un código de transmisión que modificaba la física de conducción según las condiciones. Tanto Zigurat como Arcadia pasaron muchas horas de prueba antes del lanzamiento, con Rada puliendo la física de conducción en Arcadia.

## Lanzamiento
Carlos Sainz: Campeonato del Mundo de Rallies fue publicado en exclusiva en España por Zigurat Software para Amstrad CPC, MS-DOS, MSX y ZX Spectrum el 3 de diciembre de 1990. Tanto la versión CPC como la MSX también fueron distribuidas por Erbe Software. La versión CPC utiliza la resolución de pantalla Mode 0 de la computadora. Fue el lanzamiento final de Arcadia antes de abandonar la industria de los videojuegos debido a factores externos según José Miguel Saiz y José Antonio Carrera Merino. Antes del lanzamiento, Carlos Sainz y el equipo de desarrollo presentaron el juego a la prensa en la sede de Toyota en Madrid. Se planearon versiones para Amiga y Atari ST, pero nunca se lanzaron. En 1991, el título se incluyó como parte de la compilación Pack Powersports para todas las plataformas.

## Recepción
Carlos Sainz: Campeonato del Mundo de Rallies tuvo una acogida positiva por parte de los críticos en todas las plataformas desde su lanzamiento y resultó ser un éxito local para Zigurat. La revista española MicroHobby hizo una reseña de la versión ZX Spectrum, elogiando el movimiento rápido, las imágenes, el sonido, la sensación de realismo y el factor adictivo. Del mismo modo, José Emilio Barbero de Micromanía también hizo una reseña de la versión de Spetrum, elogiando la jugabilidad, los gráficos, la dificultad y la sensación de velocidad adictivos y originales, afirmando que "Carlos Sainz  es una nueva prueba del dominio absoluto de Zigurat en el campo de los 8 bits".
Repasando la versión de MSX, Jesús Manuel Montané de MSX Club hizo una comparación con títulos de Konami como Hyper Rally y Road Fighter debido a su premisa, sintiéndose mixto en cuanto a la presentación gráfica y criticando la complejidad técnica limitada, pero hizo comentarios positivos sobre la jugabilidad y los controles, afirmando que "Carlos Sainz supera a Sito Pons en muchos aspectos,  a pesar de estar hecho por el generalmente mediocre equipo de programación de Arcadia". César Valencia P. de Mega Ocio revisó la versión de Amstrad CPC y elogió las imágenes, los controles y el sonido detallados, pero criticó la dificultad excesiva en algunas secciones.

## Legado
Después del lanzamiento de Carlos Sainz: Campeonato del Mundo de Rallies, Gaelco se puso en contacto con Zigurat para trabajar en un juego arcade basado en el World Rally Championship con Carlos Sainz antes de cambiar de equipo de Toyota a Lancia cerca del final del desarrollo, siendo finalmente reelaborado y lanzado como World Rally (1993). World Rally demostró ser un título revolucionario para Gaelco en toda Europa y logró un "éxito masivo", vendiendo alrededor de 23,000 unidades en la región y logrando una respuesta similar a nivel mundial. World Rally también obtuvo un seguimiento de culto, y el diseñador de Santa Ragione, Pietro Riva, afirmó que el juego sirvió de inspiración para Wheels of Aurelia (2016).